# 顏春輝

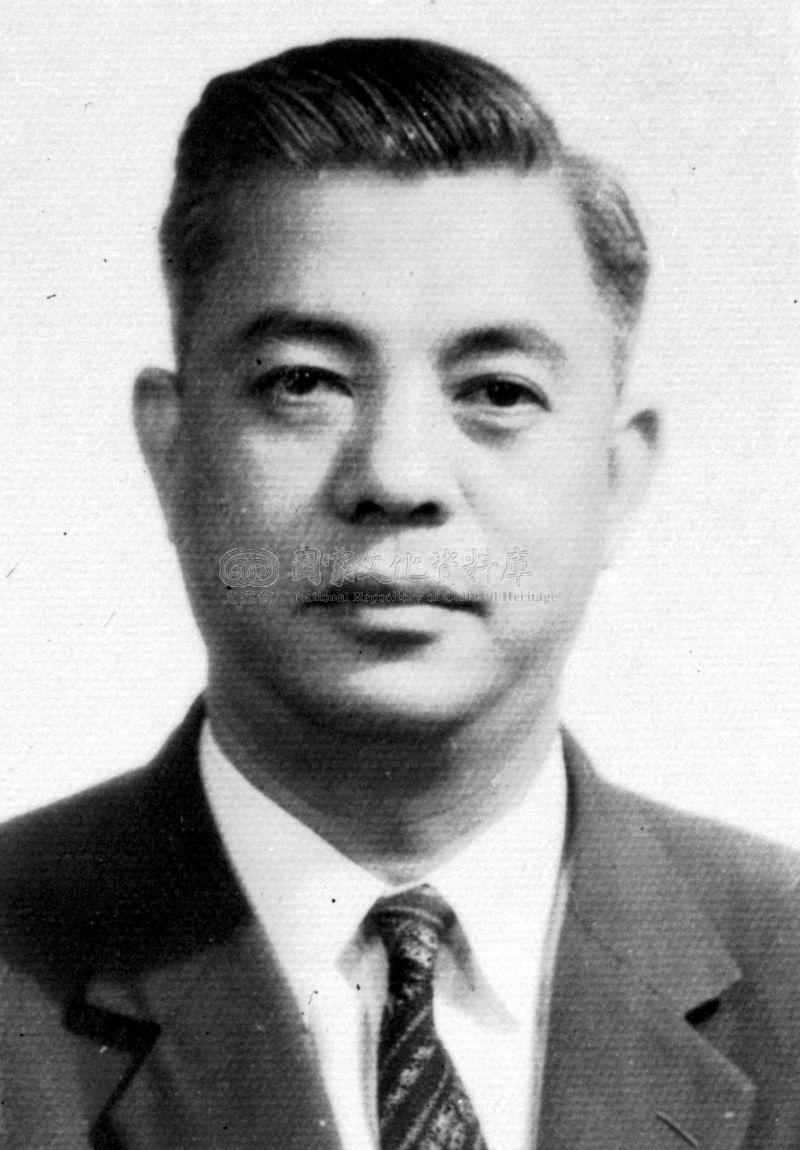
攝於1960年

顏春輝（1907年12月8日—2001年2月28日），是一位出身臺南的公共衛生專家，中華民國臺灣省政府衛生處的首任處長。

## 生平

### 家族及早年生活
顏春輝的父親是顏振聲（1876年-1949年）；他年輕時曾在新樓醫館跟隨金醫生（Dr. W. Murray Cairns）習醫，後轉至彰化基督教醫院跟隨蘭大衛（David Landsborough）醫生習醫，是蘭大衛於1897年在臺灣招收的第一批學生，也是19世紀末20世紀初最早接受教會醫院訓練的臺灣籍醫生。學成後，顏振聲回臺南開業，後曾任新樓醫院院長（1942年-1944年）。此外，顏春輝有一兄長顏春和；顏春和自幼即離鄉前往日本求學，後成為律師並在臺南市高砂町開辦事務所。
顏春輝自小成長於臺南。1919年，他進入長老教中學校就讀；畢業前，新樓醫院院長馬雅各醫師（Dr. James Maxwell）之弟馬約翰醫生（Dr. Preston Maxwell）在臺南訪問時建議他前往北平協和醫學院習醫。隨後，顏春輝於畢業該年3月前往廈門就讀中學，並於數月後考取福建協和大學，後於9月入學；一年後，他再轉往北京考進北平協和醫學院。
當時，協和醫學院採取北美醫學教育系統，學生必須完成醫預科後方可進入協和醫學院就讀正科；因此，顏春輝先在燕京大學完成理學院課程，後於1928年取得燕京大學與紐約州大學理學士學位。1932年，顏春輝於協和醫學院取得醫學士（MD）學位，並在畢業後留校擔任細菌免疫學助教。1937年，顏春輝獲洛克斐勒基金會獎學金，前往多倫多大學衛生學院（School of Hygiene）進修並取得公共衛生學碩士學位。隨後，顏春輝前往歐美諸國參訪當地醫學教育與公共衛生設施，復於1942年返回協和醫學院擔任教職，又於後來轉任北京大學醫學院細菌科主任，並陸續兼任南京中央衛生實驗院研究員與北平檢驗人員訓練班主任等職位。
1946年秋，顏春輝奉中華民國衛生部命令返臺視察並提交考察報告。

### 官僚生涯
1948年，臺灣省行政長官公署改制為臺灣省政府，顏春輝被任命為臺灣省政府衛生處處長，並擔任該職位至1962年7月。在二次世界大戰的洗禮下，臺灣的醫療院所及設備幾乎全毀，瘧疾、霍亂等傳染病四處橫行；因此，顏春輝開始重新建立衛生工作體系及推行防疫措施。在中國農村復興聯合委員會協助下，顏春輝於各鄉鎮推動設立衛生所，又於各縣市推動設置衛生院，使得公共衛生政策及服務得以普及，並使天花、鼠疫、狂犬病等傳染病逐漸絕跡。
1963年，顏春輝應世界衛生組織邀請，於印度、中東及非洲地區任職防疫顧問，復派駐巴基斯坦任代表，其後又於該組織日內瓦總部掌管流行病部門。 
1971年，顏春輝應總統蔣介石徵召，返臺籌組衛生署；同年3月17日，他出任行政院衛生署首任署長，直至1974年6月25日方卸任。

### 教學研究
卸下衛生署長職務後，顏春輝在國立臺灣大學醫學院、國防醫學院、高雄醫學院、中國醫藥學院等校擔任公共衛生課程兼任教授，並出任中華民國寄生蟲防治會、臺灣婦幼衛生協會、中華民國公共衛生學會、美國醫藥在華促進會等單位之重要職位，長期致力於公共衛生學及細菌免疫學的研究。

## 紀念

### 獎學金
- 約翰霍普金斯大學布隆博格公共衛生學院 Dr. Chun Hui Yen & Wang Pei Yen Scholarship Fund[8]

## 另見
- 陳拱北
- 王金茂

## 外部鏈結
- 行政院衛生署署長顏春輝記者會- 台視新聞 （页面存档备份，存于）

### 閱讀資料
- 朱真一. 權威的「 國家文化資料庫」的錯誤資訊--顏春輝博士小傳為例. 2011